# 澤田龍吉
澤田 龍吉（別表記:沢田 竜吉、さわだ りゅうきち、1917年〈大正6年〉1月27日 - 1995年〈平成7年〉12月23日）は、日本の物理学者（大気物理学）。
学位は、PHD理学博士（東京大学）。九州大学名誉教授。福岡教育大学第8代学長、勲二等旭日重光章

## 来歴
1957年イスタンブール工科大学教授に就任、1959年九州大学理学部教授となる。1972年より学部長を務め、1974年に退任した。1978年4月からは、九州大学理学部附属地震火山観測研究センターのセンター長を務めた（1980年2月まで）。
1980年に九州大学を退官する。同年、福岡教育大学の第8代学長に就任した。
1984年に福岡教育大学の学長を退任し、福岡歯科大学の理事となる。
1985年には、日本学術会議員に就任した。
没後、正七位従三位を授与された。

## 顕彰
- 勲二等旭日重光章 - 1989年

## 著書
- 『超高層空間の謎―夜空の発光から大気の潮汐まで』講談社、1979年
- 『連続体力学』朝倉書店、1983年[5]